# Zachary Levi
Zachary Levi Pugh (/ˈzækəri ˈliːvaɪ ˈpjuː/; Lake Charles, 29 de setembre de 1980), conegut professionalment com a Zachary Levi, és un actor, director i cantant estatunidenc. El seu paper més reconegut és el de Chuck Bartowski, a la sèrie de televisió Chuck. També ha participat en pel·lícules com Alvin i els esquirols 2, Tangled o Thor: The Dark World.
Més recentment, Levi ha interpretat el paper protagonista de Georg Nowack en l'obra de Broadway She Loves Me, entre el 17 de març i el 10 de juliol. Gràcies a la seva actuació, Levi va ser nominat a un premi Tony. El 2010 Levi va donar veu a Flynn Rider en la pel·lícula animada Tangled, en el qual interpretava el duet "I See the Light" juntament amb Mandy Moore; aquesta cançó va guanyar un premi Grammy, el 2012, a la millor cançó escrita per mitjans audiovisuals. Posteriorment, l'actor nord-americà repetiria el seu paper de Flynn Rider al curtmetratge Tangled Ever After, a més de en la sèrie de televisió de Disney Channel, basada en la pel·lícula, prevista pel 2017.

## Filmografia

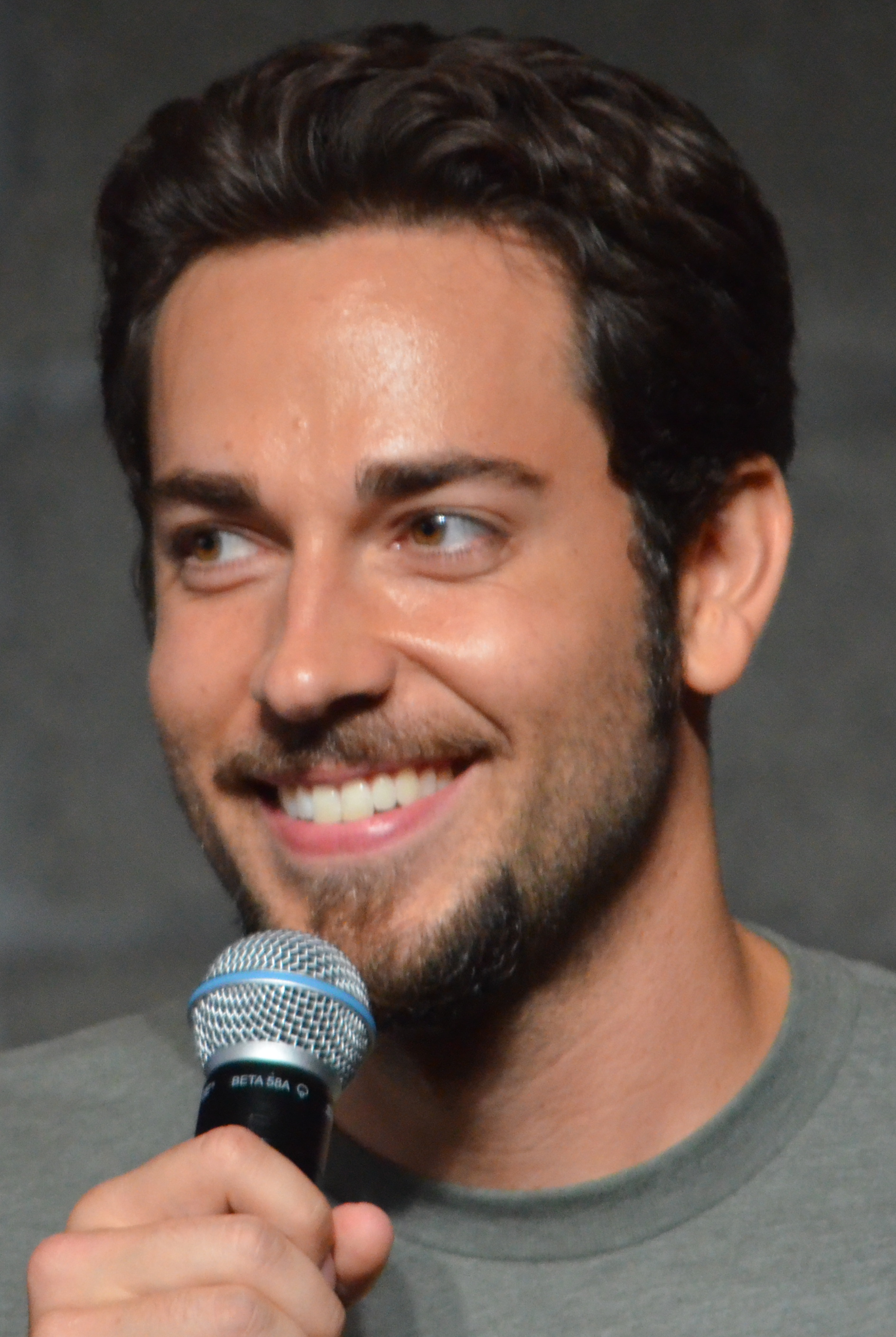
Levi el juliol de 2012

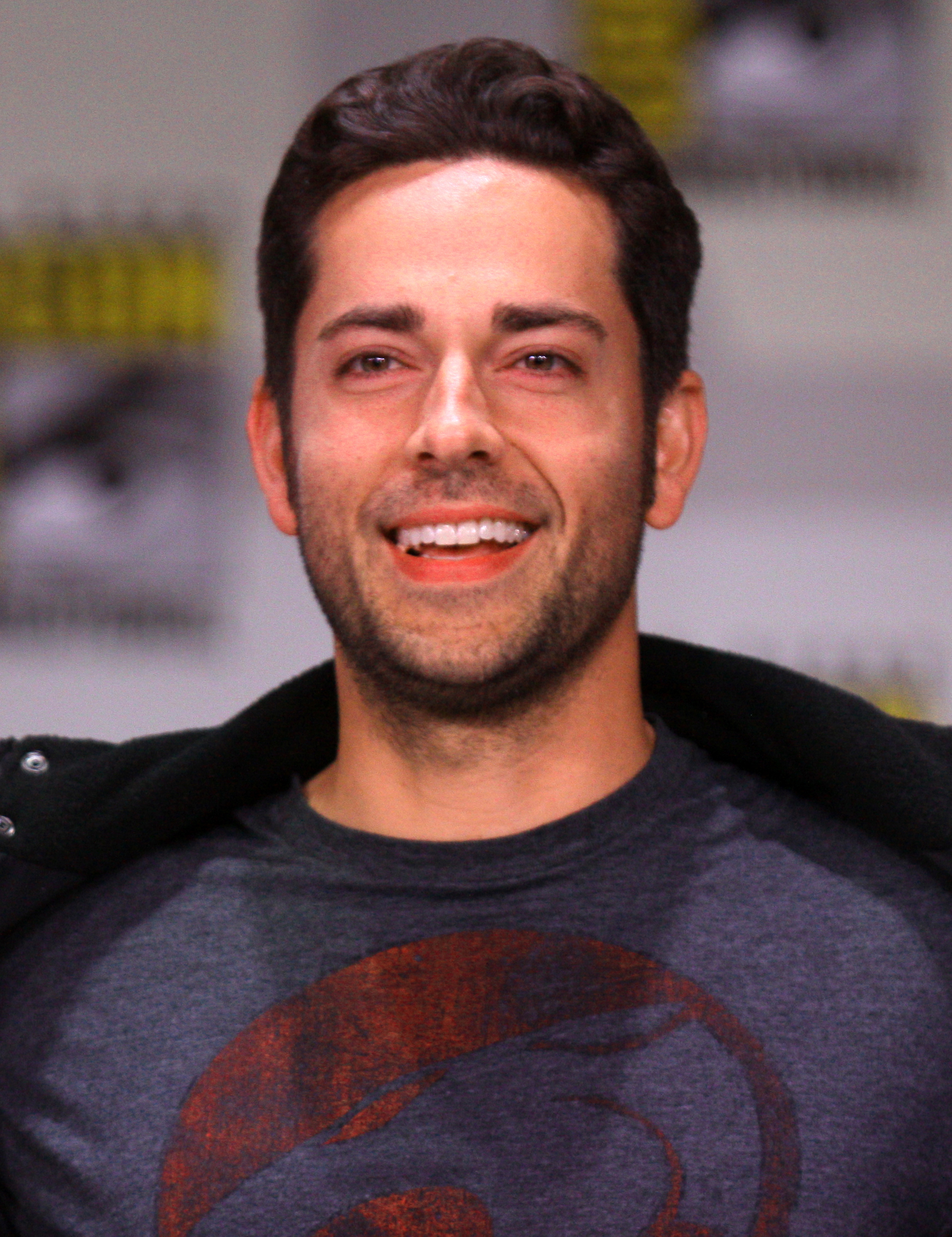
Levi a la Comic Con de San Diego de 2011

| Any  | Títol                                                | Paper                          | Notes                                                            |
| ---- | ---------------------------------------------------- | ------------------------------ | ---------------------------------------------------------------- |
| 2005 | Reel Guerrillas                                      | Evon Schwarz                   | Curtmetratge                                                     |
| 2006 | Big Momma's House 2                                  | Kevin                          |                                                                  |
| 2007 | Spiral                                               | Berkeley                       |                                                                  |
| 2007 | Ctrl Z                                               | Ben Pillar                     | Curtmetratge                                                     |
| 2008 | Wieners                                              | Ben                            |                                                                  |
| 2008 | The Tiffany Problem                                  | Zac                            | Curtmetratge                                                     |
| 2008 | An American Carol                                    | Lab Tech 1                     |                                                                  |
| 2008 | Shades of Ray                                        | Ray Rehman                     |                                                                  |
| 2009 | Stuntmen                                             | Troy Ratowski                  |                                                                  |
| 2009 | Alvin i els esquirols 2                              | Toby Seville                   |                                                                  |
| 2010 | Byron Phillips: Found                                | Byron Phillips                 | Curtmetratge                                                     |
| 2010 | Tangled                                              | Flynn Rider/Eugene Fitzherbert | Veu                                                              |
| 2010 | Under the Boardwalk: The Monopoly Story              | narrador                       | Voice                                                            |
| 2011 | No Rest For the Wicked: Moebius and Basil Adventures | Moebius                        | Short film                                                       |
| 2012 | Tangled Ever After                                   | Flynn Rider/Eugene Fitzherbert | Veu; curtmetratge                                                |
| 2012 | Defeat the Label                                     |                                | Short film                                                       |
| 2013 | Thor: The Dark World                                 | Fandral                        | En substitució de Joshua Dallas, Fandral a la primera pel·lícula |

| Any     | Títol                                    | Paper                             | Notes                                     |
| ------- | ---------------------------------------- | --------------------------------- | ----------------------------------------- |
| 2001    | Untitled Sisqo Project                   |                                   | TV Movie                                  |
| 2002    | Big Shot: Confessions of a Campus Bookie | Adam                              | Pel·lícula per televisió                  |
| 2002–06 | Less than Perfect                        | Kipp Steadman                     | 81 episodis                               |
| 2003    | See Jane Date                            | Grant Asher                       | Pel·lícula per televisió                  |
| 2004    | The Division                             | Todd                              | 2 episodis                                |
| 2004    | Curb Your Enthusiasm                     | Bellman                           | Episodi: "Opening Night"                  |
| 2005    | Brody & Friends                          | Zac                               | Episodi: "The Hollywood Lifestyle"        |
| 2006    | Worst Week of My Life                    | Nick                              | Episodi: "Pilot"                          |
| 2007    | Imperfect Union                          | Clark                             | Pel·lícula per televisió                  |
| 2007–12 | Chuck                                    | Chuck Bartowski                   | 91 episodis; també director de 3 episodis |
| 2011    | Team Unicorn                             | Young Lover                       | Episodi: "Alien Beach Crashers"           |
| 2011    | Premis Spike de Videojocs de 2011        | Convidat                          |                                           |
| 2012    | 4 Points                                 | Ell mateix                        | Episodi: "Zachary Levi"                   |
| 2012    | Robot Chicken                            | Diverses veus                     | Episodi: "Poisoned by Relatives"          |
| 2013    | Remember Sunday                          | Gus                               | Pel·lícula per televisió                  |
| 2014    | Hollywood Game Night                     | Ell mateix                        | Episodi: "50 Charades of Grey"            |
| 2014    | A Christmas Tail                         |                                   | Pel·lícula per televisió                  |
| 2015    | Star Wars Detours                        | Biff Tarkin                       | Veu; en postproducció                     |
| 2015    | Hollywood Game Night                     | Ell mateix                        | Episode: "Don't Drink and Game Night"     |
| 2015    | Heroes Reborn                            | Luke Collins                      | 13 episodis                               |
| 2015    | Geeks Who Drink                          | Convidat                          |                                           |
| 2015    | Telenovela                               | James McMahon                     | 3 episodis                                |
| 2016    | The $100,000 Pyramid                     | Ell mateix (celebritat convidada) | Episode: Zachary Levi vs. Teri Polo       |
| 2017    | Tangled                                  | Flynn Rider/Eugene Fitzherbert    | Veu; paper protagonista                   |
| 2017    | The Star                                 |                                   | Veu                                       |

| Any  | Títol                  | Paper         | Notes      |
| ---- | ---------------------- | ------------- | ---------- |
| 2012 | Video Game High School | Ace           | 3 episodis |
| 2013 | Tiny Commando          | Tiny Commando | 7 episodis |

| Any  | Títol              | Veu                            |
| ---- | ------------------ | ------------------------------ |
| 2010 | Halo: Reach        | Trooper 4                      |
| 2010 | Fallout: New Vegas | Arcade Gannon                  |
| 2013 | Tomb Raider        | Ell mateix                     |
| 2016 | Kingdom Hearts III | Flynn Rider (Versió en anglès) |